# Первый свет (фильм)
«Первый свет» (англ. First Light) — биографический фильм 2010 года режиссёра Мэттью Уайтмана, снятый в телеформате. Мировая премьера: 14 сентября 2010 года.

## Сюжет
В мае 1940 года 18-летний Джеффри «Бой» Веллум поступил на службу в 92-ю эскадрилью Королевских ВВС и отправился отмечать это событие в паб, чтобы оставить там свой автограф, как это делают все опытные пилоты, которых он знает. А уже на следующий день, не имея ни малейшего опыта, он оказывается за штурвалом истребителя «Спитфайр», чем напуган и обрадован одновременно. Впереди его ожидают схватки с пилотами Люфтваффе, а за участие в Битве за Британию он будет удостоен медали…